# Karos
Karos [karoš] je vesnice v Maďarsku v župě Borsod-Abaúj-Zemplén v okrese Cigánd.
Má rozlohu 1532 hektarů a žije tu 536 obyvatel (2007).

## Historie
První zmínka pochází z roku 1392. Roku 1880 vesnici zničil požár.

## Obyvatelstvo
Obyvatelstvo tvoří 96 % Maďarů a 4 % Romů.

## Zajímavosti
- Katolický kostel
- Kostel reformované církve
- Tisíciletý pomník